# Jeroen Phaff
Jeroen Phaff (Wormerveer, 1965) is een Nederlands acteur en zanger. Hij is hoofdzakelijk te zien in musicals.
Phaff is de oudste zoon in een gezin met nog twee jongere zussen. Vanaf 1973 bracht hij zijn jeugd door in Breda. Na het voltooien van de havo studeerde Phaff klassieke zang bij Bernard Kruysen en Hans Smout. Hij werd bij het grotere publiek bekend met de talentenjacht A Star is Born (destijds gepresenteerd door Ron Brandsteder). Phaff is op 7 juli 1998 getrouwd met Marleen van der Loo, eveneens een Nederlandse musicalspeler. Ze ontmoetten elkaar tijdens Evita, waar hij Perón speelde en zij de minnares. Samen kregen ze een dochter.

## Musicals
| Seizoen      | Musical                           | Rol                                             | Theater, Land                     |
| ------------ | --------------------------------- | ----------------------------------------------- | --------------------------------- |
| 1993 - 1994  | The Phantom of the Opera          | Ensemble, understudy Raoul                      | Circustheater, Nederland          |
| 1995         | Tanz der Vampire                  | Ensemble, understudy Graaf Krolock              | Wenen, Oostenrijk                 |
| 1995 - 1996  | Evita                             | Juan Perón                                      | Tour, Nederland                   |
| 1997         | Les Miserables                    | Ensemble, Bisschop, Lesgles,                    | Tour, Duitsland                   |
| 1998         | De Nachtegaal                     | De verteller                                    | Tour, Nederland                   |
| 1998         | L'Histoire du soldat              | De Duivel en de soldaat                         | Wenen, Oostenrijk                 |
| 1999 - 2001  | Elisabeth                         | Keizer Frans Jozef I van Oostenrijk             | Circustheater, Nederland          |
| 2001         | De Griezelbus                     | Ferluci (~Lucifer)                              | Tour, Nederland                   |
| 2001 - 2002  | Aida                              | Zoser                                           | Circustheater, Nederland          |
| 2004 - 2005  | The Lion King                     | Walk-in-Cover Scar, Pumbaa                      | Circustheater, Nederland          |
| 2005 - 2006  | Jesus Christ Superstar            | Pontius Pilatus, understudy Judas               | Tour, Nederland                   |
| 2006         | The Wiz                           | de laffe leeuw                                  | Beatrix Theater, Nederland        |
| 2006         | Chess                             | Anatoly Sergievsky                              | Tour, Nederland                   |
| 2007 - 2008  | Tarzan                            | Korchak                                         | Circustheater, Nederland          |
| 2009         | Pipo de Clown en de gestolen stem | Dikke Deur                                      | Tour, Nederland                   |
| 2009 - 2010  | Footloose                         | Dominee Shaw Moore                              | Tour, Nederland                   |
| 2010         | Sunday in the Park with George    | Solist                                          | M-Lab, Nederland                  |
| 2010 - 2011  | Kruimeltje                        | Kruidenier Wilkes                               | Efteling Theater, Nederland       |
| 2011         | Vloed, in het spoor van Adriana   | Solist                                          | M-Lab, Nederland                  |
| 2012 - 2013  | Bernarda Alba                     | Ensemble                                        | Tour, Nederland                   |
| 2015         | Wickie de Musical                 | Vreselijke Sven                                 | Tour, Nederland                   |
| 2016         | Chaplin                           | Mack Sennett                                    | Antwerpen (stad), België          |
| 2017         | Toms magische speelgoedwinkel     | Adler en Hades                                  | Tour, Nederland                   |
| 2019 - 2020  | Kinky Boots                       | Mr. Price                                       | Tour, Nederland en België         |
| 2020 - 2021  | 40-'45 Spektakel musical          | Schultze                                        | Studio 100 Pop-Up Theater, België |
| 2021 - 2022  | One, de Musical                   | Cheops                                          | Tour Nederland                    |
| 2024 - heden | 40-'45 Spektakel musical          | Schultze (2024/2025), Emiel Zegers (2025-heden) | Barneveld (plaats), Nederland     |

De rol in Chess werd halverwege overgenomen door Henk Poort vanwege zijn rol in Tarzan.

## Overige
In diverse koren, waaronder het Groot Omroepkoor en het Wereld Jeugd Koor, trad Phaff op als bariton. Zijn repertoire is divers. Zo zingt hij, naast werken van Bach, Moessorgski en Poulenc, ook muziek van Sting en Randy Newman. 
Ook trad hij naast Wilma Driessen op in een promenadeconcert. Hij was tevens te zien in het televisieprogramma A Star is Born. Ook heeft Phaff een aantal tekenfilms ingesproken zoals: Ratjetoe in Parijs, De Snorkels en Zoostraat 64.
Jeroen maakt vanaf 2010 (samen met Rolf van Rijsbergen en Rein Kolpa) deel uit van het semi-klassieke trio Forte. Ook maakt hij deel uit van het Groot Koor van de Nederlandse Opera. Hij is docent op de Openbare Regionale Scholengemeenschap "Lek en Linge" in Culemborg waar hij Duits en Drama geeft.

## Palmares
- John Kraaijkamp Musical Award voor beste mannelijke bijrol, In een grote musical, 2009
- John Kraaijkamp Musical Award voor beste mannelijke bijrol, 2002
- derde plaats bij A Star is Born, een talentenjacht